# Japan Open Tennis Championships 2006 - Qualificazioni singolare femminile
Le qualificazioni del singolare femminile del Japan Open Tennis Championships 2006 sono state un torneo di tennis preliminare per accedere alla fase finale della manifestazione. I vincitori dell'ultimo turno sono entrati di diritto nel tabellone principale. In caso di ritiro di uno o più giocatori aventi diritto a questi sono subentrati i lucky loser, ossia i giocatori che hanno perso nell'ultimo turno ma che avevano una classifica più alta rispetto agli altri partecipanti che avevano comunque perso nel turno finale.
Le qualificazioni del torneo Japan Open Tennis Championships 2006 prevedevano 32 partecipanti di cui 4 sono entrati nel tabellone principale.

## Teste di serie
1. Kaia Kanepi (secondo turno)
2. Camille Pin (Qualificata)
3. Assente
4. Lilia Osterloh (Qualificata)

1. Erika Takao (secondo turno)
2. Yulia Fedossova (ultimo turno)
3. Ryoko Fuda (secondo turno)
4. Abigail Spears (secondo turno)

## Qualificati
1. Shikha Uberoi
2. Camille Pin

1. Junri Namigata
2. Lilia Osterloh

## Tabellone

### Legenda
| - Q = Qualificato - WC = Wild card - LL = Lucky loser | - ALT = Alternate - SE = Special Exempt - PR = Protected Ranking | - w/o = Walkover - r = Ritirato - d = Squalificato |

### Sezione 1
|  | Primo turno   | Primo turno     | Primo turno     | Primo turno | Primo turno |  |  | Secondo turno | Secondo turno | Secondo turno | Secondo turno | Secondo turno |   |   | Ultimo turno | Ultimo turno | Ultimo turno | Ultimo turno | Ultimo turno |  |
|  |               |                 |                 |             |             |  |  |               |               |               |               |               |   |   |              |              |              |              |              |  |
|  | 1             | Kaia Kanepi     | Kaia Kanepi     | 6           | 6           |  |  |               |               |               |               |               |   |   |              |              |              |              |              |  |
|  |               | Kumiko Iijima   | Kumiko Iijima   | 3           | 4           |  |  | 1             | Kaia Kanepi   | Kaia Kanepi   | 63            | 3             |   |   |              |              |              |              |              |  |
|  | Yurika Sema   | Yurika Sema     | 2               | 7           | 6           |  |  |               | Yurika Sema   | Yurika Sema   | 7             | 6             |   |   |              |              |              |              |              |  |
|  | Miho Saeki    | Miho Saeki      | 6               | 6(1)        | 1           |  |  |               |               |               |               |               |   |   | Yurika Sema  | Yurika Sema  | Yurika Sema  | 3            | 5            |  |
|  | Shikha Uberoi | Shikha Uberoi   | Shikha Uberoi   | 6           | 6           |  |  |               |               | Shikha Uberoi | Shikha Uberoi | Shikha Uberoi | 6 | 7 |              |              |              |              |              |  |
|  | I-Hsuan Hwang | I-Hsuan Hwang   | I-Hsuan Hwang   | 3           | 2           |  |  |               | Shikha Uberoi | Shikha Uberoi | 6             | 6             |   |   |              |              |              |              |              |  |
|  | 7             | Ryoko Fuda      | Ryoko Fuda      | 6           | 6           |  |  | 7             | Ryoko Fuda    | Ryoko Fuda    | 0             | 4             |   |   |              |              |              |              |              |  |
|  |               | Natalie Grandin | Natalie Grandin | 4           | 3           |  |  |               |               |               |               |               |   |   |              |              |              |              |              |  |

### Sezione 2
|  | Primo turno        | Primo turno        | Primo turno    | Primo turno | Primo turno |  |  | Secondo turno | Secondo turno      | Secondo turno | Secondo turno      | Secondo turno |   |   | Ultimo turno | Ultimo turno | Ultimo turno | Ultimo turno | Ultimo turno |  |
|  |                    |                    |                |             |             |  |  |               |                    |               |                    |               |   |   |              |              |              |              |              |  |
|  | 2                  | Camille Pin        | Camille Pin    | 6           | 6           |  |  |               |                    |               |                    |               |   |   |              |              |              |              |              |  |
|  |                    | Miki Miyamura      | Miki Miyamura  | 1           | 2           |  |  | 2             | Camille Pin        | Camille Pin   | 6                  | 6             |   |   |              |              |              |              |              |  |
|  | Elena Čalova       | Elena Čalova       | Elena Čalova   | 6           | 6           |  |  |               | Elena Čalova       | Elena Čalova  | 3                  | 1             |   |   |              |              |              |              |              |  |
|  | Maki Arai          | Maki Arai          | Maki Arai      | 0           | 1           |  |  |               |                    |               |                    |               |   |   | 2            | Camille Pin  | 5            | 6            | 6            |  |
|  | Ioana Raluca Olaru | Ioana Raluca Olaru | 4              | 7           | 6           |  |  |               |                    |               | Ioana Raluca Olaru | 7             | 4 | 1 |              |              |              |              |              |  |
|  | Shiho Hisamatsu    | Shiho Hisamatsu    | 6              | 68          | 4           |  |  |               | Ioana Raluca Olaru | 2             | 6                  | 7             |   |   |              |              |              |              |              |  |
|  | 8                  | Abigail Spears     | Abigail Spears | 6           | 6           |  |  | 8             | Abigail Spears     | 6             | 4                  | 64            |   |   |              |              |              |              |              |  |
|  |                    | Mari Tanaka        | Mari Tanaka    | 4           | 1           |  |  |               |                    |               |                    |               |   |   |              |              |              |              |              |  |

### Sezione 3
|  | Primo turno         | Primo turno         | Primo turno         | Primo turno | Primo turno |  |  | Secondo turno   | Secondo turno   | Secondo turno   | Secondo turno  | Secondo turno  |   |   | Ultimo turno    | Ultimo turno    | Ultimo turno    | Ultimo turno | Ultimo turno |  |
|  |                     |                     |                     |             |             |  |  |                 |                 |                 |                |                |   |   |                 |                 |                 |              |              |  |
|  | Tomoko Yonemura     | Tomoko Yonemura     | Tomoko Yonemura     | 6           | 6           |  |  |                 |                 |                 |                |                |   |   |                 |                 |                 |              |              |  |
|  | Antonia Matic       | Antonia Matic       | Antonia Matic       | 3           | 3           |  |  | Tomoko Yonemura | Tomoko Yonemura | Tomoko Yonemura | 3              | 3              |   |   |                 |                 |                 |              |              |  |
|  | Līga Dekmeijere     | Līga Dekmeijere     | 3                   | 6           | 6           |  |  | Līga Dekmeijere | Līga Dekmeijere | Līga Dekmeijere | 6              | 6              |   |   |                 |                 |                 |              |              |  |
|  | Tomoyo Takagishi    | Tomoyo Takagishi    | 6                   | 3           | 2           |  |  |                 |                 |                 |                |                |   |   | Līga Dekmeijere | Līga Dekmeijere | Līga Dekmeijere | 3            | 1            |  |
|  | Junri Namigata      | Junri Namigata      | Junri Namigata      | 6           | 6           |  |  |                 |                 | Junri Namigata  | Junri Namigata | Junri Namigata | 6 | 6 |                 |                 |                 |              |              |  |
|  | Katarina Kachlikova | Katarina Kachlikova | Katarina Kachlikova | 3           | 1           |  |  |                 | Junri Namigata  | 1               | 6              | 6              |   |   |                 |                 |                 |              |              |  |
|  | 5                   | Erika Takao         | Erika Takao         | 6           | 6           |  |  | 5               | Erika Takao     | 6               | 1              | 2              |   |   |                 |                 |                 |              |              |  |
|  |                     | Ayumi Morita        | Ayumi Morita        | 2           | 3           |  |  |                 |                 |                 |                |                |   |   |                 |                 |                 |              |              |  |

### Sezione 4
|  | Primo turno        | Primo turno        | Primo turno        | Primo turno | Primo turno |  |  | Secondo turno | Secondo turno   | Secondo turno   | Secondo turno   | Secondo turno   |   |   | Ultimo turno | Ultimo turno   | Ultimo turno   | Ultimo turno | Ultimo turno |  |
|  |                    |                    |                    |             |             |  |  |               |                 |                 |                 |                 |   |   |              |                |                |              |              |  |
|  | 4                  | Lilia Osterloh     | Lilia Osterloh     | 6           | 6           |  |  |               |                 |                 |                 |                 |   |   |              |                |                |              |              |  |
|  |                    | Akari Inoue        | Akari Inoue        | 1           | 2           |  |  | 4             | Lilia Osterloh  | Lilia Osterloh  | 7               | 6               |   |   |              |                |                |              |              |  |
|  | Alina Židkova      | Alina Židkova      | Alina Židkova      | 6           | 3           |  |  |               | Alina Židkova   | Alina Židkova   | 5               | 1               |   |   |              |                |                |              |              |  |
|  | Napaporn Tongsalee | Napaporn Tongsalee | Napaporn Tongsalee | 4           | 0r          |  |  |               |                 |                 |                 |                 |   |   | 4            | Lilia Osterloh | Lilia Osterloh | 6            | 6            |  |
|  | Seiko Okamoto      | Seiko Okamoto      | 6                  | 3           | 6           |  |  |               |                 | 6               | Yulia Fedossova | Yulia Fedossova | 3 | 3 |              |                |                |              |              |  |
|  | Ayami Takase       | Ayami Takase       | 3                  | 6           | 3           |  |  |               | Seiko Okamoto   | Seiko Okamoto   | 1               | 1               |   |   |              |                |                |              |              |  |
|  | 6                  | Yulia Fedossova    | 6                  | 4           | 6           |  |  | 6             | Yulia Fedossova | Yulia Fedossova | 6               | 6               |   |   |              |                |                |              |              |  |
|  |                    | Akiko Yonemura     | 4                  | 6           | 2           |  |  |               |                 |                 |                 |                 |   |   |              |                |                |              |              |  |